# Флаг Урицкого района
Флаг Ури́цкого района — официальный символ Урицкого муниципального района Орловской области Российской Федерации.
Ныне действующий флаг утверждён 19 ноября 2009 года и внесён в Государственный геральдический регистр Российской Федерации с присвоением регистрационного номера 5873.
Флаг составлен на основании герба Урицкого муниципального района по правилам и соответствующим традициям вексиллологии и отражает исторические, культурные, социально-экономические, национальные и иные местные традиции.

## Описание
Прямоугольное полотнище с отношением ширины к длине 2:3, состоящее из двух равных горизонтальных полос голубой и зелёной; по середине полотнища изображены жёлтый, с чёрными семенами, цветок подсолнуха между двумя жёлтыми колосьями.

## Обоснование символики
Урицкий район расположен на Среднерусской возвышенности с пологими холмами, долинами, оврагами, лесами. Эти места славятся своей красотой и немало известных людей имело здесь свои усадьбы и дома. С районом связаны такие имена, как княгиня Екатерина Романовна Дашкова, поэт Василий Андреевич Жуковский, выдающийся историк Тимофей Николаевич Грановский, Иван Филиппович Мойер — выдающийся хирург и музыкант.
Сочетание на флаге голубого и зелёного цвета подчёркивает природное разнообразие, делающее район популярным для дачного и оздоровительного отдыха.
Голубой цвет символизирует честь, благородство, возвышенные устремления, бескрайнее чистое небо.
Зелёный цвет символизирует природы, здоровья, молодости, жизненного роста.
Подсолнух и колосья — традиционные символы плодородия, урожая, дополненные жёлтым (золотым) цветом — символом урожая, богатства и процветания, цветом спелых хлебов и дающего жизнь солнца, отражают развитое сельскохозяйственное производство района.
Подсолнух символизирует солнечного тепла и энергии, долголетия, восхода, устремлённости к Богу.
Чёрный цвет символизирует плодородия, мудрости, скромности, вечности бытия.